# Klützer Winkel

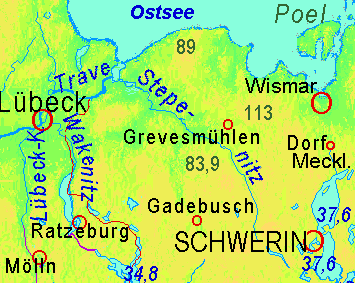
Der Klützer Winkel nordöstlich der Stepenitz

Der Klützer Winkel oder Klützer Ort ist ein Landschaftsteil im Landkreis Nordwestmecklenburg in Mecklenburg-Vorpommern.

## Geografie

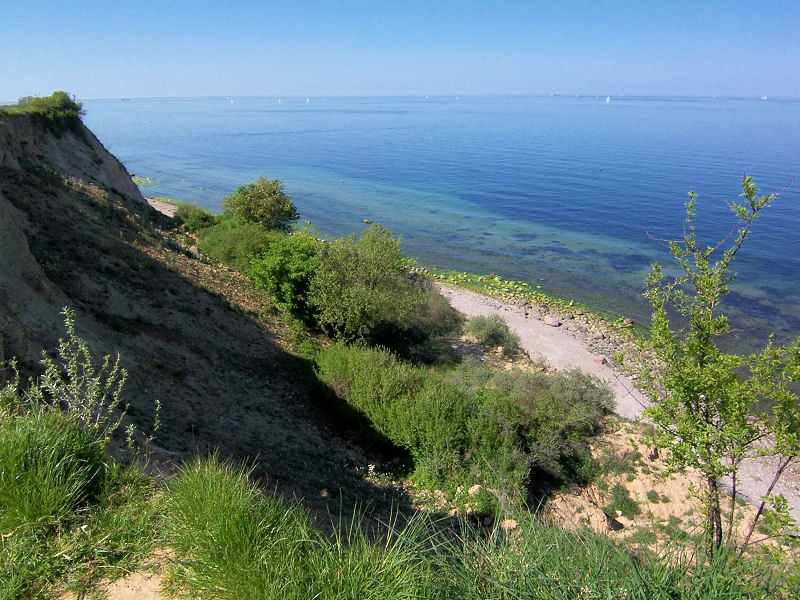
Blick von der Steilküste Großklützhöved Richtung Nord-West zur ca. 20 km entfernten Küste von Schleswig-Holstein

Es handelt sich um den an der Ostsee gelegenen westlichen Teil des Kreisgebietes zwischen den Hansestädten Lübeck (Priwall) und Wismar, nördlich der Stadt Grevesmühlen, mit dem Zentrum Klütz. Die hügelige Landschaft im Klützer Winkel ist von der letzten Eiszeit geprägt. Die höchsten Erhebungen sind der Hohe Schönberg mit 89 m ü. NN und der Heideberg. Man könnte den Klützer Winkel auch als Halbinsel zwischen Lübecker Bucht und Wismarer Bucht bezeichnen, denn von einer Linie zwischen dem Dassower See und der Wohlenberger Wiek reicht das Gebiet bis zu zehn Kilometer nach Norden. Die Gegend ist reich an touristischen Attraktionen wie der Ostseesteilküste, dem Badeort Boltenhagen, der Kleinstadt Klütz mit ihrem Schloss Bothmer sowie verschiedenen anderen Schlössern wie beispielsweise im Kalkhorster Ortsteil das sogenannte Schlossgut Groß Schwansee oder Schloss Johannstorf bei Dassow.

## Klützer Wald
Der Klützer Ort war im Mittelalter fast vollständig bewaldet. Das Klützer Waldgebiet (lat. Clutse nemus) wird in seiner Ausdehnung heute noch durch die wendischen Ortsnamen der Halbinsel beschrieben. Kaiser Barbarossa sicherte im Jahr 1188 der aufstrebenden Hansestadt Lübeck im sog. Barbarossa-Privileg die Nutzung dieses Waldgebietes zur Gewinnung von Bau- und Feuerungsholz zu, soweit es für eigenen Lübecker Bedarf benötigt wurde, also nicht als Handelsware. Dieses Privileg wurde den Lübeckern 1202 von König Waldemar II. von Dänemark als Schutzherrn der Stadt bestätigt. Hintergrund war jeweils, dass durch die Rodung des Klützer Waldes im Klützer Winkel landwirtschaftliche Siedlungsfläche gewonnen werden sollte, um das Abgabenaufkommen über den Zehnten zu erhöhen. Dies wird auch durch einen Vertrag vom 8. Juli 1222 zwischen dem Ratzeburger Bischof Heinrich I. und dem mecklenburgischen Fürsten Heinrich Borwin I. bestätigt. Die Ausdehnung des ehemaligen Waldgebietes ist daher auch an den im Zuge der Rodung entstandenen neuen deutschen Siedlungsnamen zu erkennen, die meist auf -hagen enden. So entstanden im Bereich des ehemaligen Klützer Waldes die vier Parochien oder Kirchspiele Damshagen, Elmenhorst, Kalkhorst und Klütz, die allesamt auch im Ratzeburger Zehntregister des Jahres 1230 erwähnt sind, weil der Klützer Winkel bis zur Reformation zum Bistum Ratzeburg gehörte und vom Kloster Rehna aus für dieses verwaltet wurde. Die hohe Bodenbonität führte zu einer fast vollständigen Entwaldung des Klützer Winkels. Letztes verbliebenes und mit Abstand größtes geschlossenes Waldgebiet des Klützer Winkels ist östlich von Kalkhorst der Lenorenwald, der sich mit seinen überwiegend moorigen und feuchten Standorten nicht für die Umwandlung in landwirtschaftliche Nutzfläche eignete. Er liegt südlich des Hohen Schönbergs auf Klütz zu und ist bekannt für zwei recht ungewöhnliche Bäume: völlig artfremd stehen zwei große nordamerikanische Mammutbäume im Forst und stellen neben Hünengräbern und wendischen Burgwällen so etwas wie ein Wahrzeichen dar. Der Lenorenwald ist heute Landschaftsschutzgebiet, davon sind 546 Hektar als FFH-Gebiet ausgewiesen.

## Städte und Gemeinden im Klützer Winkel
- Boltenhagen (Amt Klützer Winkel)
- Damshagen (Amt Klützer Winkel)
- Stadt Dassow (Amt Schönberger Land)
- Kalkhorst (Amt Klützer Winkel)
- Stadt Klütz (Amt Klützer Winkel)
- Roggenstorf (Amt Grevesmühlen-Land)
- Warnow (Amt Grevesmühlen-Land)

## Sehenswürdigkeiten
- Schmalspurbahn (600 mm Spurbreite) De Lütt Kaffeebrenner zwischen den Orten Klütz und Reppenhagen
- Erlebnis- und Tigerpark in Dassow
- Miniaturenpark in Kalkhorst
- Uwe-Johnson-Haus in Klütz mit Dauerausstellung zum Schriftsteller Uwe Johnson
- Schmetterlingsgarten Klütz (gläserne Flughalle mit tropischer Vegetation und ca. 100 verschiedener Arten von Tag- und Nachtfaltern)
- Steinzeitdorf Kussow
- Großsteingräber im Everstorfer Forst mit archäologischem Pfad
- Park des Schlosses in Kalkhorst
- Schloss Bothmer